# Сатљик
Сатљик је стаклена посуда, флаша у којој се држи ракија или вино приликом сервирања на столу. Запремина се креће од 0.5 до 2 литре. Врло често је брушена да лепше изгледа а може да буде са и без стакленог поклопца. По облику је иста као у чокањ. Сатљици до једне литре се користе за ракију а већи за вино.